# Periochi Lefkaron
Periochi Lefkaron este o arie protejată (arie specială de conservare — SAC, sit de importanță comunitară — SCI, arie de protecție specială avifaunistică — SPA) din Cipru întinsă pe o suprafață de 132 ha, integral pe uscat.

## Localizare
Centrul sitului Periochi Lefkaron este situat la coordonatele 34°51′40″N 33°18′00″E / 34.8611°N 33.3°E.

## Înființare
Situl Periochi Lefkaron a fost declarat arie de protecție specială avifaunistică în decembrie 2002 pentru a proteja 3 specii de plante și 57 de specii de animale. Alte tipuri de protecție:
- sit de importanță comunitară (în mai 2004)
- arie specială de conservare (în septembrie 2015)[1][2][3]

## Biodiversitate
Situată în ecoregiunea mediteraneană, aria protejată conține 5 habitate naturale: Tufărișuri termo-mediteraneene și de pre-deșert, Sarcopoterium spinosum phryganas, Păduri de Platanus orientalis și Liquidambar orientalis (Platanion orientalis), Păduri de Olea și Ceratonia, Păduri cu Quercus infectoria (Anagyro foetidae-Quercetum infectoriae).
La baza desemnării sitului se află mai multe specii protejate:
- plante (3): Astragalus macrocarpus subsp. lefkarensis, Ophrys kotschyi, Phlomis brevibracteata
- păsări (56): fâsă de luncă (Anthus pratensis), Aquila fasciata, șorecar mare (Buteo rufinus), caprimulg (Caprimulgus europaeus), rândunică roșcată (Cecropis daurica), erete vânăt (Circus cyaneus), Clamator glandarius, dumbrăveancă (Coracias garrulus), prepeliță (Coturnix coturnix), cuc (Cuculus canorus), lăstun de casă (Delichon urbicum), Emberiza caesia, presură sură (Emberiza calandra), măcăleandru (Erithacus rubecula), vânturel de seară (Falco vespertinus), muscar-gulerat (Ficedula albicollis), muscar negru (Ficedula hypoleuca), cinteză (Fringilla coelebs), rândunică (Hirundo rustica), Iduna pallida, capîntortură (Jynx torquilla), sfrâncioc roșiatic (Lanius collurio), sfrânciocul cu frunte neagră (Lanius minor), Lanius nubicus, sfrâncioc cu cap roșu (Lanius senator), ciocârlie de pădure (Lullula arborea), prigoare (Merops apiaster), mierlă albastră (Monticola solitarius), muscar sur (Muscicapa striata), Oenanthe cypriaca, Oenanthe isabellina, pietrar sur (Oenanthe oenanthe), grangur (Oriolus oriolus), vrabie negricioasă (Passer hispaniolensis), codroș de munte (Phoenicurus ochruros), codroșul de pădure (Phoenicurus phoenicurus), pitulice de munte (Phylloscopus collybita), pitulice verzuie (Phylloscopus trochiloides), mărăcinar (Saxicola rubetra), mărăcinar negru (Saxicola torquatus), sitar de pădure (Scolopax rusticola), turturică (Streptopelia turtur), silvie cu cap negru (Sylvia atricapilla), silvie de zăvoi (Sylvia borin), silvie roșcată (Sylvia cantillans), silvie de câmp (Sylvia communis), silvie-mică (Sylvia curruca), Sylvia hortensis, silvie mediteraneană (Sylvia melanocephala), Sylvia melanothorax, sturzul viilor (Turdus iliacus), mierlă (Turdus merula), sturz-cântător (Turdus philomelos), sturz (Turdus pilaris), strigă (Tyto alba), pupăză (Upupa epops)
- mamifere (1): liliacul mic cu potcoavă (Rhinolophus hipposideros)

Pe lângă speciile protejate, pe teritoriul sitului au mai fost identificate 7 specii de plante, 14 specii de păsări, 2 specii de mamifere, 2 specii de nevertebrate, 4 specii de reptile.